# NK Mladost Svinjarevci
NK Mladost Svinjarevci je nogometni klub iz Svinjarevaca. Natječe se u 2. ŽNL Vukovarsko-srijemskoj NS Vukovar.

## Povijest
NK Mladost je osnovana 1950. godine i djelovala je do 1991. godine. 
Rad obnavlja 1999. godine i sve do 2005./06. natječe se u 3. ŽNL Vukovarsko-srijemskoj, kada osvaja prvo mjesto u grupi B. Naredne dvije sezone (2006./07. i 2007./08.) klub se natjecao u 2. ŽNL Vukovarsko-srijemskoj. Nakon toga, 2008. godine, klub se gasi.
7. srpnja 2010. godine, ponovno se obnavlja rad kluba. U toj sezoni (2010./11.), Mladost osvaja prvo mjesto u 3. ŽNL Vukovarsko-srijemskoj NS Vukovar, te se od sezone 2011./12. natječe u 2. ŽNL Vukovarsko-srijemskoj NS Vukovar.
Od 2005. godine, NK Mladost svake godine organizira memorijalni turnir u nogometu posvećen svim poginulim i nestalim mještanima sela

### Plasmani kluba kroz povijest
| Sezona                        | Liga                                   | Rang                  | Plasman               |
| ----------------------------- | -------------------------------------- | --------------------- | --------------------- |
| 1957./58.                     | 2. razred NP Vinkovci Grupa IV         |                       | 5. mjesto             |
| 1958./59.                     | klub se nije natjecao                  | klub se nije natjecao | klub se nije natjecao |
| 1959./60.                     | Grupno prvenstvo NP Vinkovci Grupa I   |                       | 1. mjesto             |
| 1991. – 1999. klub bio ugašen |                                        |                       |                       |
| 1999./2000.                   | 3. ŽNL Vukovarsko-srijemska Grupa B    | 6.                    | 6. mjesto             |
| 2000./01.                     | 3. ŽNL Vukovarsko-srijemska Grupa B    | 6.                    | 7. mjesto             |
| 2001./02.                     | 3. ŽNL Vukovarsko-srijemska Grupa B    | 6.                    | 5. mjesto             |
| 2002./03.                     | 3. ŽNL Vukovarsko-srijemska Grupa B    | 6.                    | 8. mjesto             |
| 2003./04.                     | 3. ŽNL Vukovarsko-srijemska Grupa B    | 6.                    |                       |
| 2004./05.                     | 3. ŽNL Vukovarsko-srijemska Grupa B    | 6.                    |                       |
| 2005./06.                     | 3. ŽNL Vukovarsko-srijemska Grupa B    | 6.                    | 1. mjesto             |
| 2006./07.                     | 2. ŽNL Vukovarsko-srijemska NS Vukovar | 6.                    | 7. mjesto             |
| 2007./08.                     | 2. ŽNL Vukovarsko-srijemska NS Vukovar | 6.                    | 12. mjesto            |
| 2008. – 2010. klub bio ugašen |                                        |                       |                       |
| 2010./11.                     | 3. ŽNL Vukovarsko-srijemska NS Vukovar | 6.                    | 1. mjesto             |
| 2011./12.                     | 2. ŽNL Vukovarsko-srijemska NS Vukovar | 6.                    | 9. mjesto             |
| 2012./13.                     | 2. ŽNL Vukovarsko-srijemska NS Vukovar | 6.                    | 10. mjesto            |
| 2013./14.                     | 2. ŽNL Vukovarsko-srijemska NS Vukovar | 6.                    | 10. mjesto            |
| 2014./15.                     | 2. ŽNL Vukovarsko-srijemska NS Vukovar | 7.                    | 11. mjesto            |
| 2015./16.                     | 2. ŽNL Vukovarsko-srijemska NS Vukovar | 6.                    | 12. mjesto            |
| 2016./17.                     | 3. ŽNL Vukovarsko-srijemska NS Vukovar | 7.                    | 8. mjesto             |

## Vanjske poveznice
- Facebook stranica kluba
- Profil, HNS Semafor